# Yekāvīyeh-ye Yek
Yekāvīyeh-ye Yek (persiska: یکاویّه یک) är en ort i Iran.   Den ligger i provinsen Khuzestan, i den centrala delen av landet, 500 km sydväst om huvudstaden Teheran. Yekāvīyeh-ye Yek ligger 27 meter över havet och antalet invånare är 774.
Terrängen runt Yekāvīyeh-ye Yek är mycket platt. Runt Yekāvīyeh-ye Yek är det ganska tätbefolkat, med 144 invånare per kvadratkilometer. Närmaste större samhälle är Veys, 15,8 km söder om Yekāvīyeh-ye Yek. Omgivningarna runt Yekāvīyeh-ye Yek är i huvudsak ett öppet busklandskap.